# Erzsébet Bognár
Erzsébet Szőkéné Bognár, född 29 december 1942 i Budapest, död 25 juli 2017, var en ungersk handbollsspelare och hon blev världsmästare 1965. 

## Karriär
Bognár spelade för Ferencvárosi TC och tillbringade 15 år i klubben 1960–1975. Hon vann fyra ungerska mästerskap och två ungerska cuper. Dessutom nådde Ferencváros finalen i Europacupen (nuvarande Champions League) 1971, men de förlorade mot Spartak Kiev.
Bognár spelade också 113 landskamper för det ungerska landslaget och deltog vid två världsmästerskap. Hon var med i laget som vann VM-guld vid VM 1965 i Västtyskland, medan hon sex år senare vann en bronsmedaljen vid VM 1971 i Nederländerna.

## Meriter i klubblag
- Nemzeti bajnokság (Ungerska ligan)
  - : 1966, 1968, 1969, 1971
- Magyar Kupa (Ungerska cupen)
  - : 1967, 1970
- Europacupen:
  - : 1971

## Individuella utmärkelser
- Årets ungerska handbollsspelare: 1966